# Sebasmia pexula
Sebasmia pexula är en skalbaggsart som beskrevs av Holzschuh 2005. Sebasmia pexula ingår i släktet Sebasmia och familjen långhorningar. Inga underarter finns listade i Catalogue of Life.